# Leopoldamys neilli
Leopoldamys neilli is een knaagdier uit het geslacht Leopoldamys dat voorkomt in Thailand. In de zuidwestelijke provincies Saraburi en Kanchanaburi zijn er exemplaren gevangen op beboste kalksteenrotsen en in bamboebossen in het laagland. Daarnaast zijn er fragmenten bekend uit uilenballen die in de noordelijke provincie Loei zijn gevonden.
Deze soort lijkt oppervlakkig op een dwergversie van L. edwardsi, maar verschilt daarvan in een groot aantal kenmerken. De rugvacht is grijsbruin, de buikvacht wit. De staart is bruin en wit. Op de voeten zitten donkere strepen aan de zijkanten. Vrouwtjes hebben 1+1+2=8 mammae. Het karyotype bedraagt 2n=44, FN=52.
Leopoldamys ciliatus · Leopoldamys diwangkarai · Leopoldamys edwardsi · Leopoldamys edwardsioides† · Leopoldamys hainanensis · Leopoldamys herberti · Leopoldamys milleti · Leopoldamys minutus† · Leopoldamys neilli · Leopoldamys sabanus · Leopoldamys siporanus